# دانشگاه زنان اوها
دانشگاه زنان اِوها (کره‌ای: 이화여자대학교; هانجا: 梨花女子大學校; انگلیسی: Ewha Womans University) یک دانشگاه خصوصی زنانه در سئول، کره جنوبی است و در سال ۱۸۸۶ توسط مری اف. اسکرنتن در دوران گوجونگ کره تأسیس شد. و اولین دانشگاه تأسیس شده در کره جنوبی است. در حال حاضر، دانشگاه اوها یکی از بزرگترین موسسه‌های آموزشی زنانه در جهان و یکی از معتبرترین دانشگاه‌های کره جنوبی است.

## دکترای افتخاری دانشگاه اوها
- بان کی-مون — سابقاً دبیرکل سازمان ملل متحد.
- آنگلا مرکل — سابقاً صدراعظم آلمان.
- کرستی کالیولاید — رئیس‌جمهور استونی.